# Plautilla Bricci

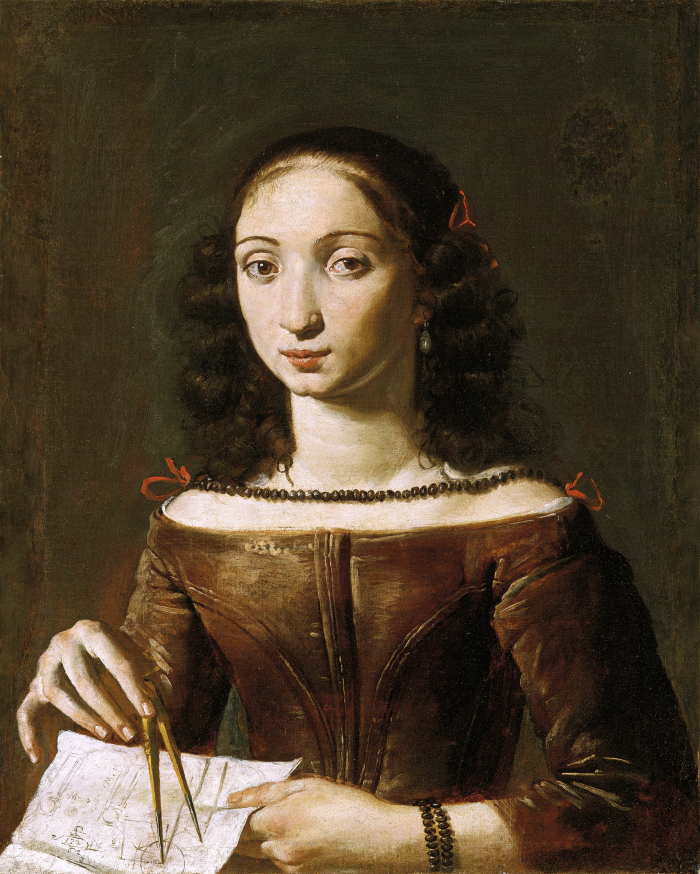
Porträt einer Architektin, vermutlich Plautilla Bricci. Gemälde eines unbekannten Künstlers aus dem 17. Jahrhundert, Privatsammlung Los Angeles

Plautilla Bricci (* 13. August 1616 in Rom; † 13. Dezember 1705 in Trastevere) war eine römische Malerin und Architektin des Barock.

## Leben
Plautilla Bricci wurde als Tochter von Chiara Recupita und ihrem Ehemann Giovanni in Rom geboren. Ihre Mutter stammte aus Neapel; ihr Vater war autodidaktischer Künstler, der sich in seiner Freizeit als Maler, Musiker und Schriftsteller betätigte und einen Ladengeschäft in der Nähe der Kirche Santa Maria del Popolo betrieb. Plautilla hatte sieben Geschwister, von denen drei das Erwachsenenalter erreichten; ihr Bruder Basilio wurde Maler, „ein wenig“ Architekt sowie Musiker. Durch ihren Vater erhielt Plautilla ebenfalls eine frühe künstlerische Ausbildung; darüber hinaus ermöglichte er ihr den Besuch der Akademie des befreundeten Malers Cavalier d’Arpino.

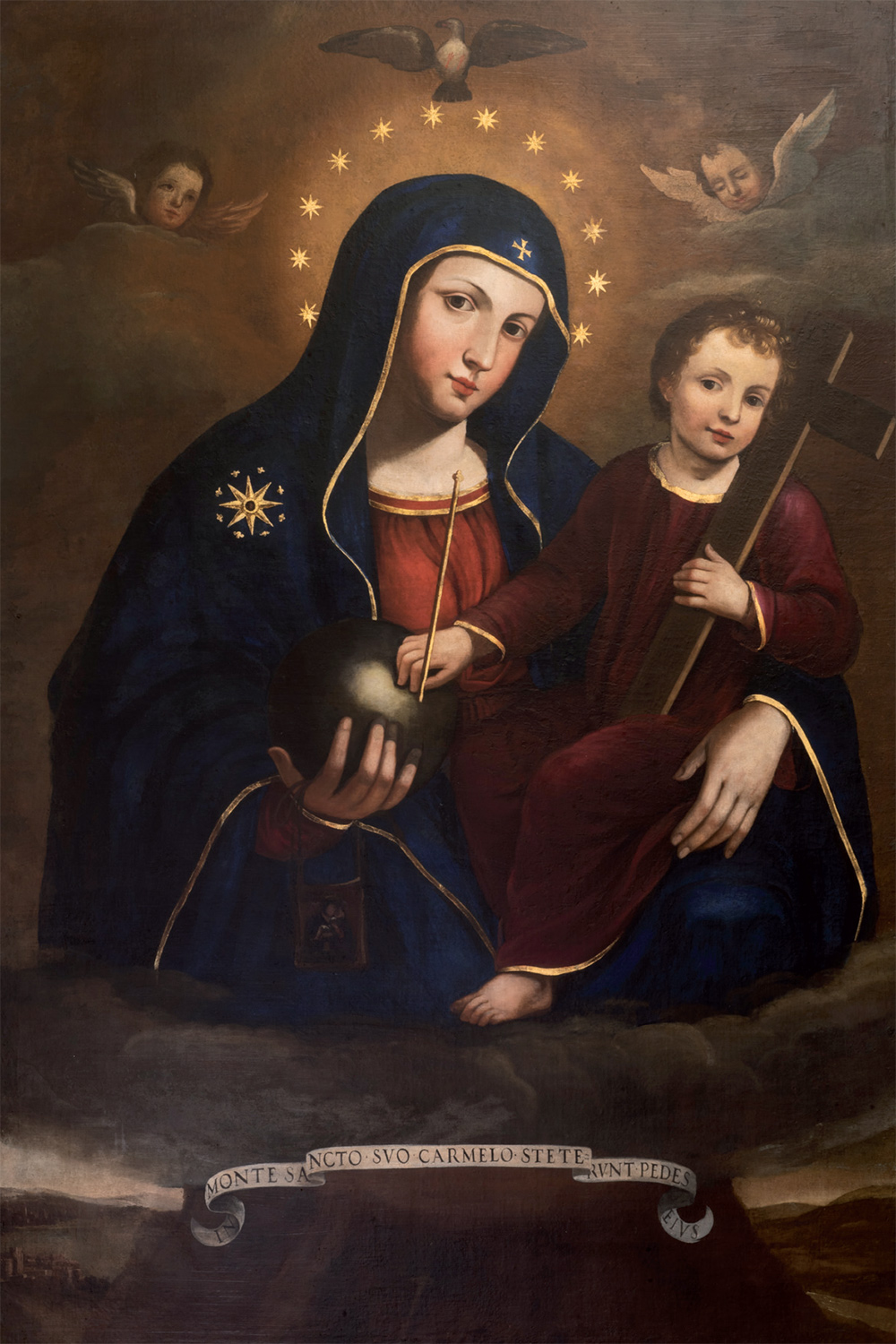
Madonna mit Kind in der Kirche Santa Maria in Monte Santo.

Mit ihrem frühesten bekannten Gemälde erlangte sie um etwa 1635/1640 schnelle Berühmtheit. Um die Entstehung der Madonna mit Kind rankten sich Erzählungen von wundersamen Ereignissen; so soll die fromme Bricci göttliche Unterstützung bei der Ausmalung der Madonnengestalt gehabt haben. Darüber hinaus erzählte man sich von Wunderheilungen, die Menschen vor dem Gemälde erfuhren. Die Familie stiftete das Bild an die Kirche Santa Maria in Monte Santo, wo es bis in die Gegenwart als Altarbild dient.
In Folge erhielt sie eine Reihe weiterer Aufträge für großformatige Altarbilder. Sie profitierte von familiären und gesellschaftlichen Netzwerken mit renommierten römischen Künstlern und wurde wohl unter anderem von Kardinal Mazarin und/oder Francesco Barberini als Mäzenen gefördert. Ein wichtiger Kontakt war dabei die Malerin und spätere Nonne Maria Eufrasia della Croce, deren Bruder Elpidio Benedetti Abt eines Klosters in der Normandie sowie umtriebiger Gefolgsmann und Kunstagent von Mazarin war. Mindestens zwischen 1655 und 1671 war Bricci Mitglied in der Accademia di San Luca, wo sie als pittrice – Malerin – geführt wurde.
Über Plautilla Briccis Privatleben ist wenig bekannt. Sie war nie verheiratet und hatte möglicherweise ein Keuschheitsgelübde abgelegt. Es gibt jedoch keine Belege dafür, dass sie auch „den Schleier nahm“.

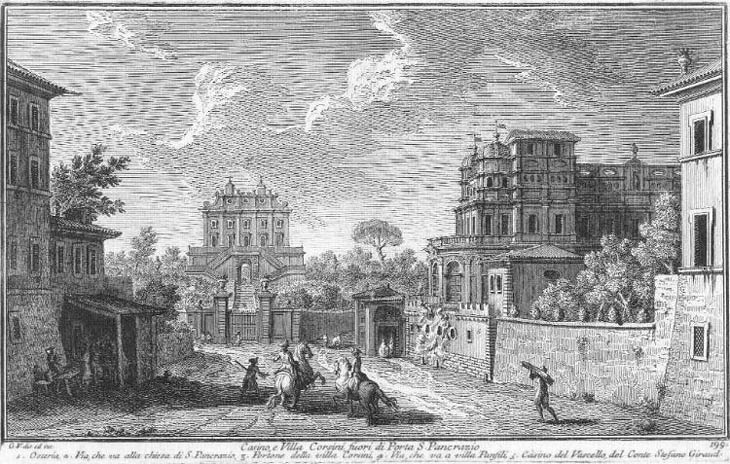
Das rechts liegende Gebäude ist eine Seitenansicht der Villa Benedetti, auch Il Vascello („das Schiff“) genannt. Kupferstich von Giuseppe Vasi (1761),

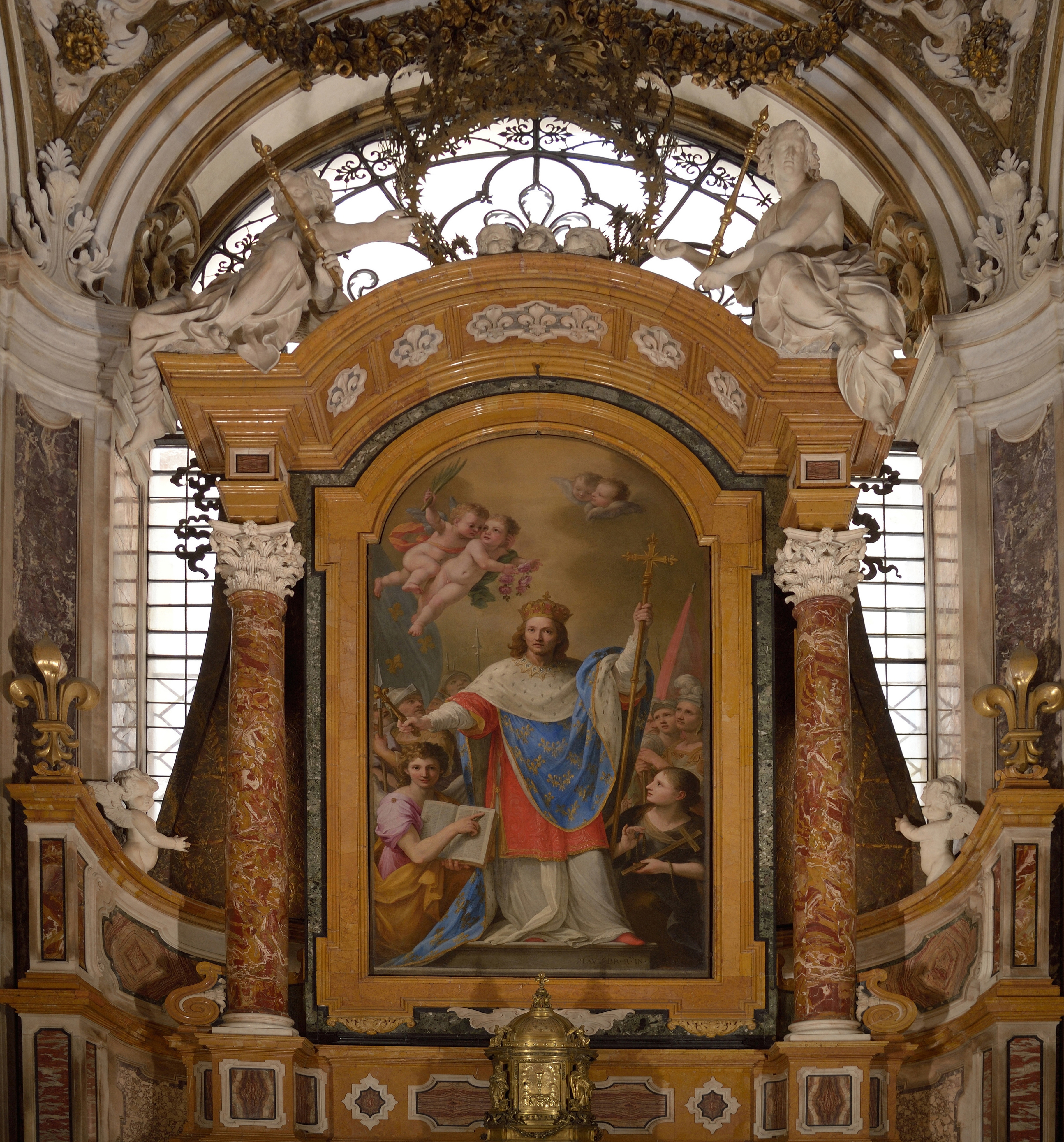
Kapelle und Altarbild in San Luigi dei Francesi

Es wird angenommen, dass Bricci im Umfeld des Gelehrten und Mäzens Cassiano dal Pozzo eine zusätzliche Ausbildung als Architektin erhielt. Ab 1663 ließ sich Elpidio Benedetti seine neue, prächtige Villa, genannt Casino Benedetti, am Gianicolo erbauen – von Plautina Bricci, wie Pläne, Kostenvoranschläge und Verträge mit den Handwerkern und Dokumente zu ihrer Bauleitung belegen. Eine notarielle Urkunde in diesem Kontext belegt den Neologismus „architettrice“, also Architektin.
Später hieß es seitens Benedetti, der auch eigene künstlerische Ambitionen hatte, Bricci sei nur in unterstützender Funktion für ihren Bruder Basilio tätig gewesen. Mit Basilio konnte er wohl seine eigenen Ideen für seine Villa umsetzen, die vor allem von seinen Reisen nach Frankreich, etwa zu den Schlössern von Fontainebleau und Vaux-le-Vicomte beeinflusst waren. Das Äußere der fertigen Villa wich schließlich deutlich von Plautilla Briccis Plänen ab. Das Gebäude wurde während der französischen Belagerung Roms 1849 stark beschädigt und ist heute nur noch als Teil der Villa Benedetti-Giraud sowie durch historische Pläne und Zeichnungen nachvollziehbar.
Noch während der Bauzeit (nach anderen Angaben: ab 1670) erhielt Bricci den Auftrag für den Umbau einer Seitenkapelle in San Luigi dei Francesi, die eine völlige Umgestaltung von Kuppel, Chorbogen, Hochaltar und ein großes Altargemälde des Heiligen Ludwig umfasste. Ursache der „radikalen“ Umgestaltung war die Umwidmung zu einem neuen Schutzpatron für die Kapelle. Der Auftrag dürfte über Benedetti zustande gekommen sein, vermutet wird aber auch eine Förderung durch Anna von Österreich, die sich für Teilnahme von Frauen am öffentlichen Leben eingesetzt habe.

« … la villa Benedetta fut surtout le tombeau des espérances architecturales de Plautilla Bricci. Son projet originel était élégant, sobre et s’harmonisait tout à fait avec l’esthétique des villas du Janicule. Mais l’abbé, obsédé par sa culture de « naïf » voulut en faire une architecture bavarde et oiseuse. Il déposséda l’architettrice de son projet et en confia la responsabilité à un personnage médiocre, Basilio Bricci. Certes Plautilla obtint un lot de consolation avec la chapelle de Saint-Louis des Français, mais la ressort de sa créativité fut à jamais brisé. Première véritable femme architecte de la Rome baroque, elle succombait sous la suffisance masculine d’un abbé courtisan et d’un frère cadet obséquieux et intriguant. »

„… die Villa Benedetta [war] vor allem das Grab von Plautilla Briccis architektonischen Hoffnungen. Ihr ursprünglicher Entwurf war elegant, schlicht und passte perfekt zur Ästhetik der Villen auf dem Gianicolo. Doch der Abt, der von seiner „naiven“ Kultur besessen war, wollte daraus eine geschwätzige und langweilige Architektur machen. Er entmachtete die Architektin und übertrug die Verantwortung für das Projekt einer mittelmäßigen Persönlichkeit, Basilio Bricci. Zwar erhielt Plautilla mit der Kapelle von Saint-Louis des Français einen Trostpreis, aber die Triebfeder ihrer Kreativität war für immer gebrochen. Als erste echte weibliche Architektin im barocken Rom erlag sie der männlichen Selbstgefälligkeit eines höfischen Abtes und eines unterwürfigen und intriganten jüngeren Bruders.“

Nach diesen Arbeiten erhielt Bricci nur einige wenige andere architektonische Aufträge, dagegen entstanden noch eine Reihe von monumentalen Gemälden, Fresken, zwei Szenen aus dem Leben von Johannes dem Täufer für eine Prozessionsstandarte sowie ein Stuckbasrelief, das als ihr letztes Werk gilt.
Ab 1677 lebte sie mit ihrem Bruder Basilio in einem Haus, das Benedetti den Geschwistern später testamentarisch zum lebenslangen Nießbrauch vermachte. 1686 zeigte Bricci noch einmal ein Gemälde in einer Ausstellung in San Salvatore in Lauro, und 1692 zog sie sich in das Kloster Santa Margherita in Trastevere zurück, wo sie am 13. September 1705 im Alter von 90 Jahren starb. Beigesetzt wurde sie neben ihrem Bruder in Santa Maria in Trastevere.